# 内津川

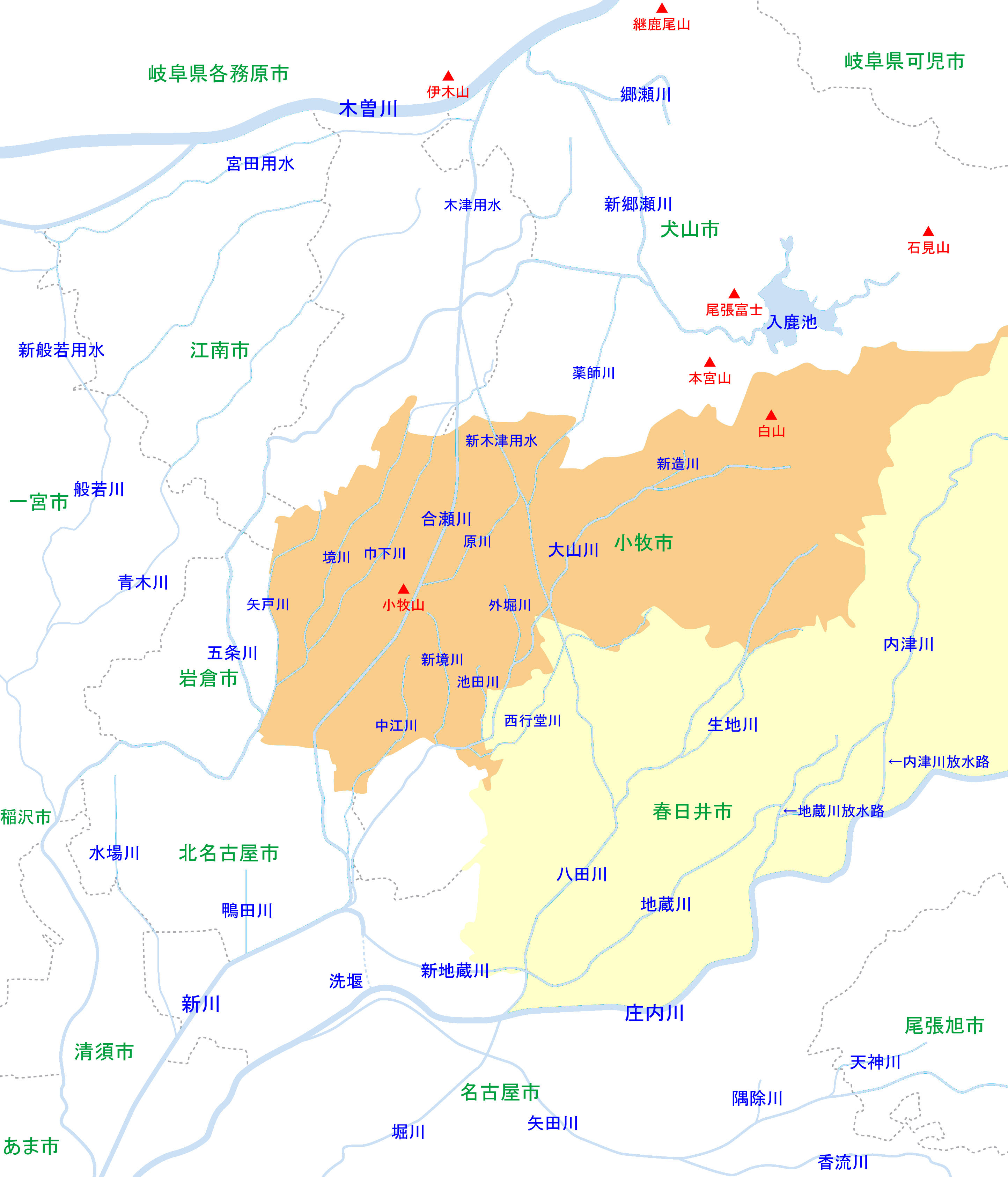
小牧市・春日井市周辺河川の位置関係図

内津川（うつつがわ）は、愛知県春日井市を流れる河川。河川敷には緑地が整備されている。

## 概要
春日井市北東部の丘陵を源流として南流する河川である。途中の廻間町で大谷川を合わせ、松本町と出川町の境界付近で内津川放水路を分流する。この放水路は最終的に本流と同じく庄内川に流れ出る。
その後内津川は、やや南西方向に流れる。地蔵川放水路を合流させ、JR中央本線の下をくぐる。愛知県立春日井工科高等学校の脇を流れ、春日井市上条町、桜佐町で庄内川に合流する。

## 沿革
- 1932年（昭和7年）7月 - 集中豪雨で川が決壊。
- 1991年（平成3年）9月19日 - 台風の影響で、春日井市林島町にある堤防が決壊[4]。
- 1994年（平成6年） - 都市河川内水対策特別緊急事業により、治水のために内津川放水路の開削事業がすすめられる[5]。
- 1997年（平成9年） - 内津川放水路完成[5][6]。

## 流域の自治体
愛知県
- 春日井市

## 関連書籍
- 久保田治朗『台風18号内津川水害記録』春日井時報出版部、1991年10月。国立国会図書館書誌ID:000002163581。

## 脚註
1. ↑  “内津川の水位情報”. Yahoo!天気・災害. 2022年7月9日閲覧。
2. ↑  “内津川緑地”. 春日井市公式ホームページ. 2022年7月9日閲覧。
3. ↑  “内津川 | 川名の由来”. 株式会社葵エンジニアリング. 2025年1月12日閲覧。
4. ↑  “水害の実績” (PDF). 愛知県河川整備計画流域委員会. 第33回愛知県河川整備計画流域委員会配布資料2 庄内川上流圏域流域委員会②. pp. 2-3 (2009年11月30日). 2011年7月25日閲覧。
5. 1 2  “内津川放水路  | 川名の由来”. 株式会社葵エンジニアリング. 2022年7月9日閲覧。
6. ↑  “河川の概況” (PDF). 愛知県河川整備計画流域委員会. 第33回愛知県河川整備計画流域委員会配布資料2 庄内川上流圏域流域委員会②. p. 15 (2009年11月30日). 2025年1月12日閲覧。